# Поярков, Алексей Владимирович
Алексей Владимирович Поярков (1868 — после 1930) — священник, депутат Государственной думы Российской империи I созыва от Воронежской губернии.

## Биография
Родился в семье псаломщика (по другим сведениям — причетника) в слободе Криница Богучарского уезда Воронежской губернии.  Рос в большой бедности. Известен такой его рассказ о детстве: 

Никогда не забуду я следующего случая: пошёл я с сестрой просить милостыню. Нас заставили на тележке возить навоз в сарай. Возили мы до полудня, пока не прибрали. Ну, думаем, покормят нас. Вместо хлеба нам приказали рвать ягоды. Вечером получили за всю работу по корке чёрного хлеба.

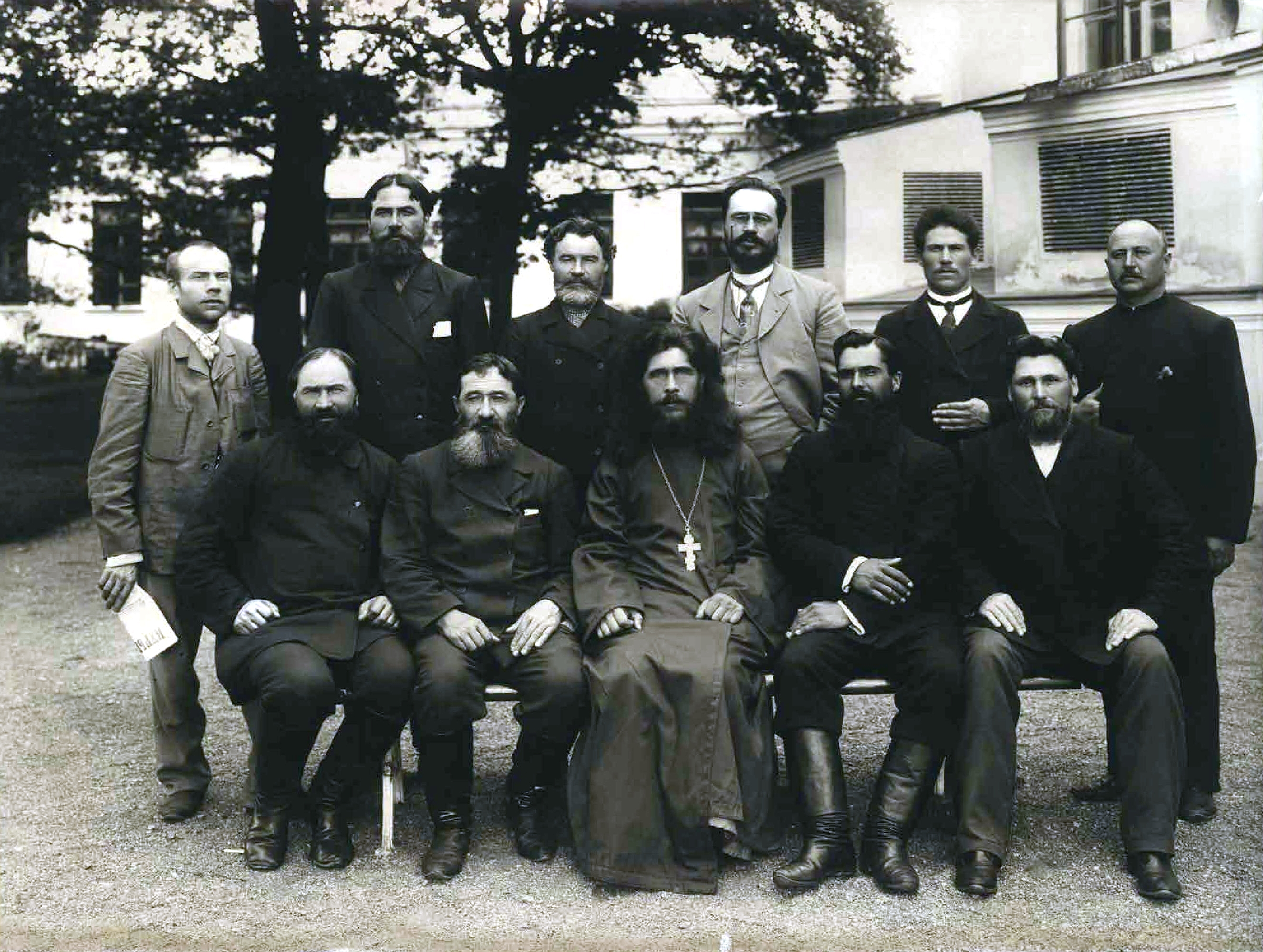
Члены Государственной Думы I созыва от Воронежской губернии. Стоят: Д.Я. Медведев, И.Я. Пушкарский, Е.И. Крамаренко, А.Г. Хрущов, М.М. Торшин, Ф.М. Зиновьев; сидят: Н.Д. Савельев, Ф.А. Кругликов, А.В. Поярков, П.С. Борисов, Я.А. Осадчий

Окончил начальную земскую школу, Павловское духовное училище по II разряду (1885) и Воронежскую духовную семинарию по II разряду (1891). Вступил в брак. Служил диаконом  в Знаменской церкви села Знаменского Нижнедевицкого уезда.  13 марта 1896 года рукоположен во священника к Пятницкой церкви хутора Попасного Валуйского уезда Воронежской губернии. Преподавал закон Божий в церковно-приходской школе, занимался пчеловодством, земледелием, скотоводством. В 1904 году приобрел первую в уезде мельницу с керосиновым двигателем стоимостью 2280 рублей. От села Попасного и выбран выборщиком. Ни к какой партии не принадлежал, убеждённый демократ, симпатизировал конституционным демократам. По его словам «всегда будет там, где правда и справедливость».
16 апреля 1906 избран в Государственную думу I созыва от общего состава выборщиков Воронежского губернского избирательного собрания. В Думе оставался беспартийным, но его политическая позиция была левее конституционных-демократов. Подписал законопроект «О гражданском равенстве». Участвовал в прениях по вопросу об ответном адресе, о Белостокском погроме. Об отмене смертной казни депутат Поярков сказал следующее:

Всякий законопроект по вопросу об отмене смертной казни, а тем более передача его в какие-то там комиссии для разработки не только излишни, неуместны, а прямо преступны, потому что — какой же может быть законопроект об отмене смертной казни! Довольно с Государственной Думы и всего русского народа того, что Дума заявила об этом правительству единогласно и сделала своё постановление, а правительство недавно казнило восемь человек и показало этим самым, что оно не только игнорирует наши заявления, но издевается, смеётся над нами, как  над ничего не понимающими и готовыми идти за всем тем, что оно укажет. Оно привыкло отвечать пренебрежением на наши заявления. Когда я жил дома, в глуши, я сомневался и, правду сказать, не всему доверял, что пишут в газетах; но жизнь в Петербурге за три недели открыла мне глаза на поступки правительства. Мы должны потребовать немедленной отмены смертной казни, и если наше требование не будет удовлетворено, то смею предложить Государственной Думе уехать по домам (Аплодисменты), Государственная Дума заявила себя, что она на стороне народных интересов, — это знают все; в своих заявлениях она сказала, что она против гнёта, против настоящего режима и произвола, и потому, не в обиду будет вам сказано, я сочту бесчестным с вашей стороны сидеть и получать деньги, если смертная казнь не будет отменена (Продолжительные аплодисменты).
— Текст выступления священника А. В. Пояркова по отмене смертной казни 18 (31) мая, заседание 11-е.
Вернувшись на хутор Попасный после роспуска Думы, о. Алексей сделал сообщение о работе и судьбе первого русского парламента, в результате он был арестован властями и посажен в тюрьму. Но, очевидно, срок ареста был невелик, и отлучения от сана не последовало.
Белгородские краеведы, очевидно, ошибочно считали, что о. Алексей был расстрелян в 1918 году.
До 1930 года проживал на хуторе Попасный Вейделевского района Центрально-Чернозёмной области.
15 июня 1930 года арестован. 11 ноября того же года осуждён на 3 года исправительно-трудовых лагерей.
Дальнейшая судьба и дата смерти неизвестны.
Реабилитирован в сентябре 1989 года.